# Betula ovalifolia
Betula ovalifolia är en björkväxtart som beskrevs av Franz Josef Ivanovich Ruprecht. Betula ovalifolia ingår i släktet björkar, och familjen björkväxter. Inga underarter finns listade.